# Eugene Martin Nugent
Eugene Martin Nugent (Gurtaderra, 21 de outubro de 1958) é um clérigo irlandês, arcebispo católico romano e diplomata da Santa Sé.

## Biografia
Nugent nasceu em Gurtaderra, Scariff, Condado de Clare. Frequentou a escola primária na Clonusker National School e a escola secundária no Scariff Community College. Estudou para o sacerdócio no St Patrick's College, Maynooth, onde recebeu o título de Bacharel em Artes em Estudos Celtas pela National University of Ireland, e no Pontifical Irish College, em Roma, recebendo o título de bacharel em teologia pela Pontifícia Universidade Gregoriana.
Nugent foi ordenado em 9 de julho de 1983, pelo bispo da Diocese de Killaloe, Michael Anthony Harty. Após a ordenação, concluiu uma licenciatura em direito canônico na Pontifícia Universidade Gregoriana, antes de retornar à Diocese de Killaloe em 1984, onde recebeu sua primeira designação pastoral como cura na paróquia da catedral de Ennis até 1987.
Retornou a Roma em 1988, onde trabalhou na Seção de Assuntos Gerais da Secretaria de Estado, antes de ingressar na Pontifícia Academia Eclesiástica em 1991, em preparação para uma carreira diplomática. Obteve o doutorado em direito canônico pela Pontifícia Universidade Gregoriana em 1992. Além de inglês e irlandês, ele fala e escreve francês, italiano e alemão.

## Carreira diplomática
Nugent entrou para o serviço diplomático da Santa Sé em 1 de julho de 1992, com sua primeira nomeação como secretário da Nunciatura Apostólica na Turquia, Israel e Palestina. Ele foi posteriormente nomeado para a Nunciatura Apostólica nas Filipinas em 2000, mas enquanto ele foi oficialmente designado para a nunciatura apostólica em Manila, ele residiu em Hong Kong, de onde liderou a Missão de Estudos da Santa Sé. Durante sua missão, Nugent lidou com as relações entre as comunidades católicas na China e a Santa Sé; no entanto, sua eficácia em fazê-lo foi comprometida pela recusa do governo de Pequim em permitir que ele viajasse regularmente para a China continental, resultando em relações muitas vezes mantidas em segredo.
O Papa Bento XVI nomeou-o em 13 de fevereiro de 2010 arcebispo titular de Domnach Sechnaill, núncio apostólico em Madagascar e delegado apostólico em Comores. Em 13 de março foi também nomeado Núncio Apostólico na Maurícia e nas Seicheles. Nugent foi ordenado bispo na Basílica de São Pedro em Roma, pelo Cardeal Secretário de Estado Tarcisio Bertone, SDB, em 18 de março do mesmo ano; os co-consagradores foram Pier Giorgio Micchiardi, bispo de Acqui, e Nestorius Timanywa, bispo de Bukoba.
O Papa Francisco o nomeou Núncio Apostólico no Haiti em 10 de janeiro de 2015. Ele defendeu muitas causas durante sua missão, incluindo a reconstrução de igrejas após o terremoto de 2010 para facilitar o diálogo político a fim de acabar com a crise política no país.

Em 7 de janeiro de 2021, o Papa o nomeou Núncio Apostólico no Kuwait e no Qatar. Em 11 de fevereiro do mesmo ano, ele também foi nomeado Núncio Apostólico no Bahrein.